# Nadia
Nadia  è un nome proprio di persona italiano femminile.

## Varianti
- Femminili: Nadja[2], Nadya[2], Nada[1][2], Nadda[1], Nadea[1][2], Nadeia[1][2]
  - Alterati: Nadina[1][2], Nadine[1][2], Nadiana[1][2]
- Maschili: Nadio[1][2], Nado[1][2], Naddo[1][2]

### Varianti in altre lingue
- Bulgaro: Надя (Nadja)[3]
- Catalano: Nàdia[4]
  - Alterati: Nadina[4]
- Ceco: Naďa[3]
- Croato: Nada[3]
  - Alterati: Nadica[3]
- Francese: Nadia[3]
  - Alterati: Nadine[3]
- Inglese: Nadia[3]
- Macedone: Нада (Nada)[3]
- Portoghese: Nádia[3]
- Russo: Надя (Nadja)[3]
- Serbo: Нада (Nada)[3]
  - Altearti: Надица (Nadica)[3]
- Sloveno: Nadja[3], Nada[3]
- Spagnolo: Nadia[3][4]
  - Alterati: Nadina[4]
- Tedesco: Nadja[3]
  - Alterati: Nadine[3]
- Ucraino: Надія (Nadija)[3]

## Origine e diffusione

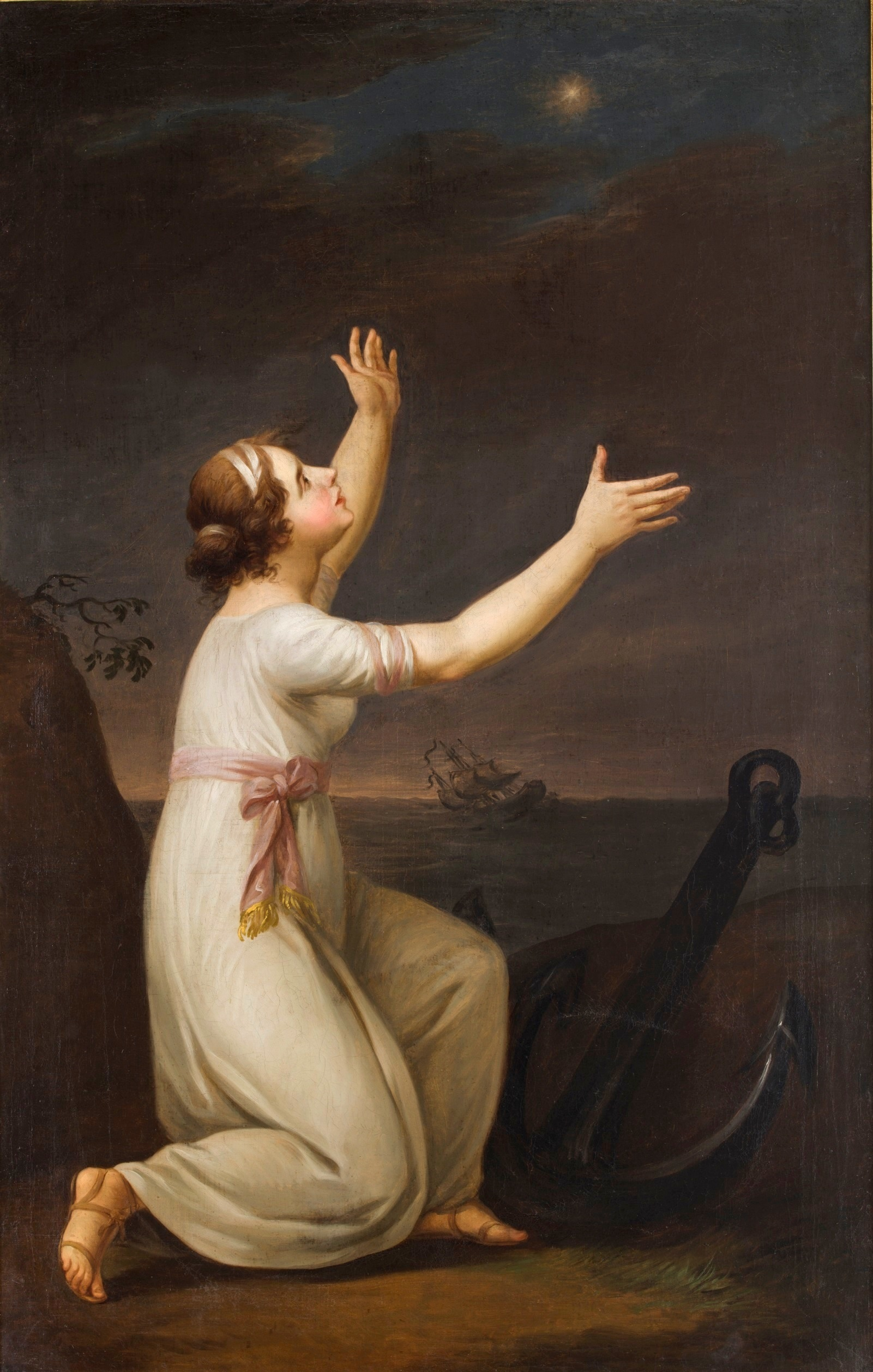
Allegoria della speranza, del pittore polacco Kazimierz Wojniakowski

Si tratta di un adattamento occidentale di Надя (Nadja), un ipocoristico del nome slavo Надежда (Nadežda), che significa "speranza"; è quindi analogo per semantica ai nomi Elpidio, Speranza, Sperandio, Hope e Toivo.
Il nome giunse in Europa occidentale, partendo dalla Francia, attorno al XIX secolo, e divenne improvvisamente molto più comune dopo il successo della ginnasta rumena Nadia Comăneci alle Olimpiadi del 1976. In Italia è più frequente al Nord e al Centro, specie in Toscana; di questa regione sono tipiche le varianti senza la "i" (Nada, Nado, Naddo), che possono anche continuare ipocoristici tipicamente medievali di nomi quali Rinaldo e Bernardo.
Va notato che Nadia è omografo a نديّة (Nadiyya, Nadya, Nadia), un nome arabo che significa "tenera", "delicata".

## Onomastico
L'onomastico può essere festeggiato il primo di novembre, festa di Ognissanti, non essendovi sante con questo nome che è quindi adespota. Eventualmente si può festeggiare il 1º agosto in memoria di santa Speranza, una delle figlie di santa Sofia, che in russo è chiamata Надежда (Nadežda), martire con la madre e le due sorelle a Roma sotto Traiano.

## Persone

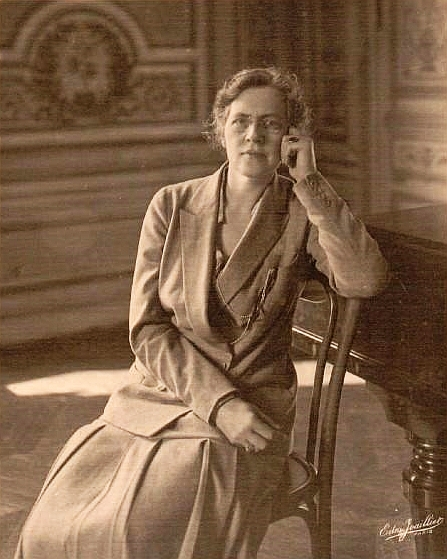
Nadia Boulanger

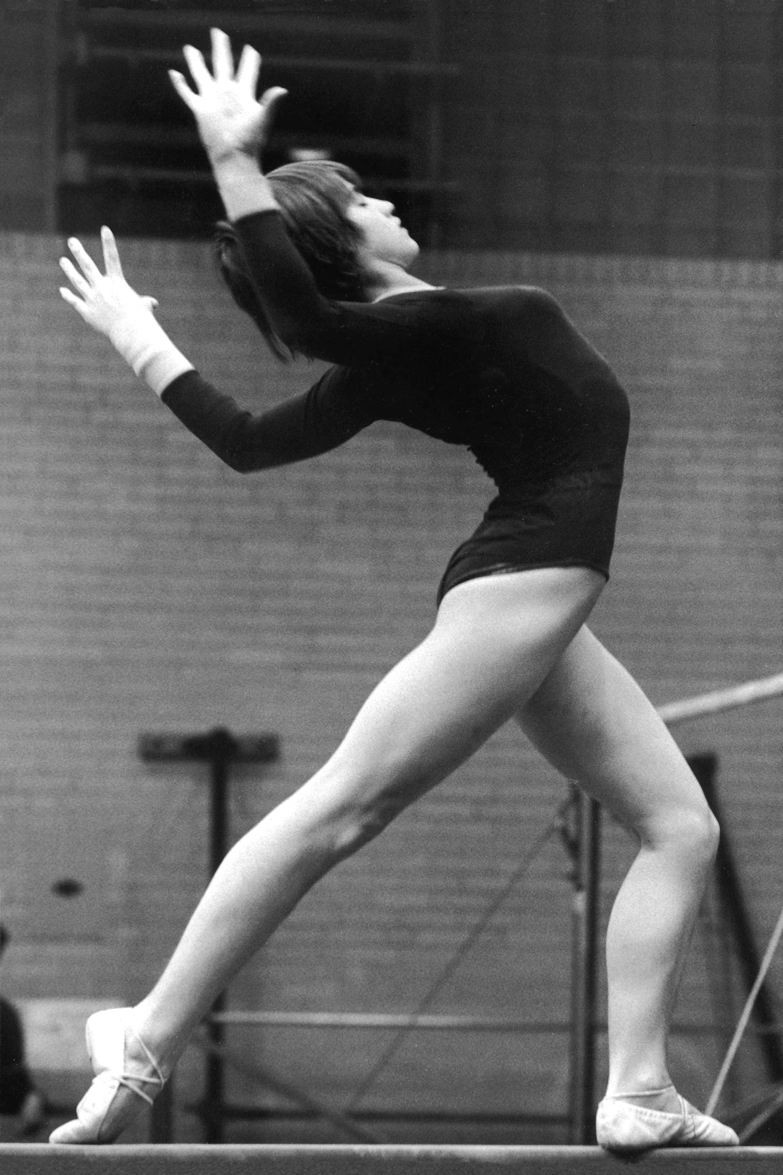
Nadia Comăneci

- Nadia al-Ghazzi, avvocata e scrittrice siriana
- Nadia Ali, cantante statunitense
- Nadia Bengala, attrice e showgirl italiana
- Nadia Boulanger, organista, compositrice, direttrice d'orchestra e insegnante di musica francese
- Nadia Cassini, attrice, showgirl e cantante statunitense
- Nadia Cavalera, poetessa e scrittrice italiana
- Nadia Centoni, pallavolista italiana
- Nadia Comăneci, ginnasta rumena
- Nadia Ejjafini, atleta marocchina naturalizzata italiana
- Nadia Fanchini, sciatrice alpina italiana
- Nadia Gallico Spano, politica italiana
- Nadia Gray, attrice romena
- Nadia Petrova, tennista russa
- Nadia Rinaldi, attrice italiana
- Nadia Styger, sciatrice alpina svizzera

### Variante Nadja
- Nadja Abd el Farrag, conduttrice televisiva e cantante tedesca
- Nadja Auermann, supermodella tedesca
- Nadja Kamer, sciatrice alpina svizzera
- Nadja Tiller, attrice austriaca
- Nadja Uhl, attrice tedesca

### Variante Nadine
- Nadine, cantante austriaca

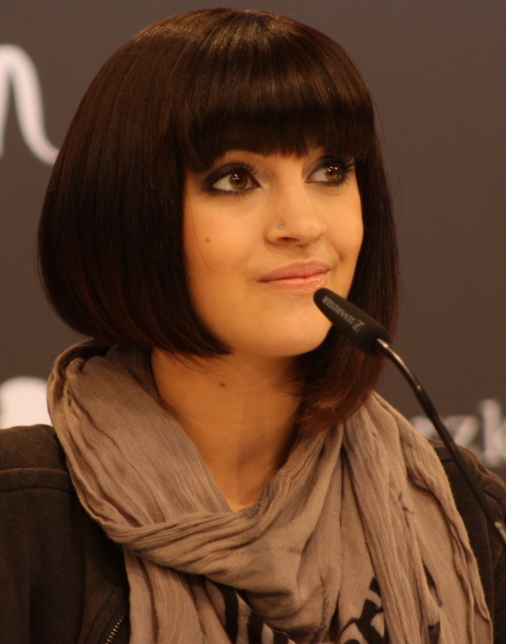
Nadine

- Nadine Chandrawinata, modella indonesiana
- Nadine Coyle, cantante nordirlandese
- Nadine Gordimer, scrittrice sudafricana
- Nadine Kleinert, atleta tedesca
- Nadine Labaki, regista e attrice libanese
- Nadine Sanders, attrice statunitense
- Nadine Trintignant, regista e sceneggiatrice francese
- Nadine Velazquez, attrice e modella statunitense
- Nadine Warmuth, attrice tedesca

### Altre varianti
- Nada, cantante e scrittrice italiana
- Nadzeja Astapčuk, atleta bielorussa
- Nadejda Michajlovna de Torby, figlia di Michail Michajlovič Romanov
- Nadija Kazimirčuk, schermitrice ucraina
- Nada Naumović, scrittrice e poetessa serba

## Il nome nelle arti
- Nadia è un personaggio del romanzo di Jules Verne Michele Strogoff.
- Nadia è un personaggio della serie a fumetti Titeuf e dell'omonima serie animata da essa tratta.
- Nadia è un personaggio del film del 1954 Miseria e nobiltà, diretto da Mario Mattoli.
- Nadia è un personaggio del film del 1960 Rocco e i suoi fratelli, diretto da Luchino Visconti.
- Nadja è un libro di André Breton.
- Nadia è un romanzo di Tahar Ben Jelloun
- Nadja è un personaggio del cortometraggio del 1964 Nadja à Paris, diretto da Éric Rohmer.
- Nàdja è un personaggio del film omonimo del 1994, diretto da Michael Almereyda.
- Nadja Applefield Preminger è un personaggio dell'anime Nadja.
- Nadine Cooper è un personaggio della soap opera Sentieri.
- Nadine Hightower è un personaggio del film del 1987 Nadine, un amore a prova di proiettile, diretto da Robert Benton.
- Nadia Ra Arwol è un personaggio dell'anime Nadia - Il mistero della pietra azzurra e del suo seguito Nadia e il mistero di Fuzzy.
- Nadia Santos è un personaggio della serie televisiva Alias.
- Nadia Vandelli è la protagonista femminile del film del 1982 Borotalco, diretto da Carlo Verdone.

## Curiosità
Il nome Nadia è l'anagramma di un altro nome di persona femminile, cioè Diana.